# Curcuma
Curcuma este un gen de plante din familia Zingiberaceae, cu aproape 100 de specii acceptate.

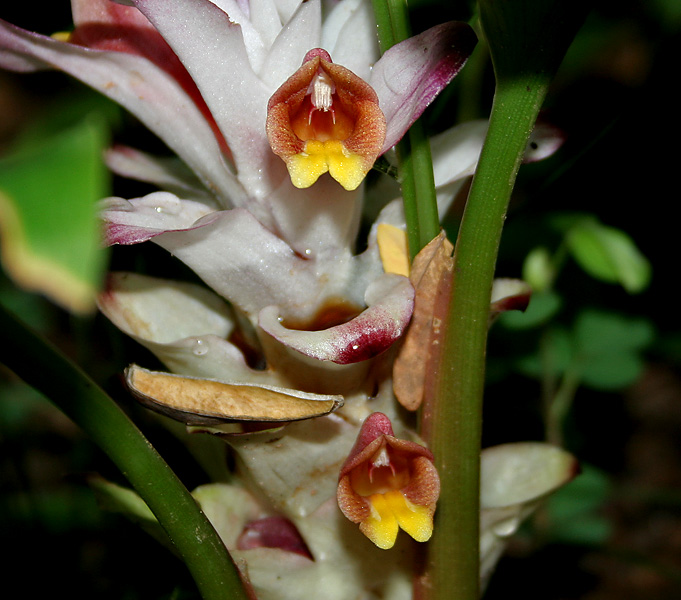
Curcuma inodora

Descriere : plantă erbacee de 60 – 90 cm înălțime cu frunze lungi lanceolate de culoare verde deschis. Florile alb gălbui apar pe o tijă cu aspect de spic. În vârful spicului bractele de culoare albă sau alb roz dau impresia unei flori mari cu multe petale. Nu produc semințe viabile.
Durata de viață: plantă perenă.
Origine: Sudul Asiei
Temperatură: are nevoie de temperaturi între 20 °C si 30 °C .
Înmulțire: având în vedere că planta nu produce semințe viabile, se înmulțește prin replantarea rizomilor.
Beneficii: rizomii sunt recoltați, fierți câteva ore, uscați în cuptoare și apoi măcinați într-o pudră galben-portocalie. Praful de curcuma se utilizează ca ingredient de bază în bucătăria asiatică, ca și condiment (ingredient esențial al preparatelor de curry) sau colorant alimentar. În medicina Ayurvedică este folosit ca antiseptic, antibacterian și antiinflamator. Cercetări actuale sugerează posible efecte pozitive în lupta împotriva cancerului, a bolii Alzheimer și a bolilor de ficat.

## Specii
1. Curcuma aeruginosa Roxb.
2. Curcuma albicoma S.Q.Tong
3. Curcuma albiflora Thwaites
4. Curcuma alismatifolia Gagnep.
5. Curcuma amada Roxb.
6. Curcuma amarissima Roscoe
7. Curcuma angustifolia Roxb.
8. Curcuma aromatica Salisb.
9. Curcuma attenuata Wall. ex Baker
10. Curcuma aurantiaca van Zijp
11. Curcuma australasica Hook.f.
12. Curcuma bakeriana Hemsl. nomen illegit.
13. Curcuma bicolor Mood & K.Larsen
14. Curcuma bhatii (R.M.Smith) Skornickova & M.Sabu
15. Curcuma burttii K.Larsen & R.M.Smith
16. Curcuma caesia Roxb.
17. Curcuma ceratotheca K.Schum.
18. Curcuma chuanezhu Z.Y.Zhu nomen illegit.
19. Curcuma chuanhuangjiang Z.Y.Zhu nomen illegit.
20. Curcuma chuanyujin C.K.Hsieh & H.Zhang
21. Curcuma cochinchinensis Gagnep.
22. Curcuma codonantha Skornickova
23. Curcuma coerulea K.Schum.
24. Curcuma colorata Valeton
25. Curcuma comosa Roxb.
26. Curcuma coriacea Mangaly & M.Sabu
27. Curcuma decipiens Dalzell
28. Curcuma ecalcarata Sivar. & Balach.
29. Curcuma euchroma Valeton
30. Curcuma ecomata Craib
31. Curcuma elata Roxb.
32. Curcuma exigua N.Liu
33. Curcuma ferruginea Roxb.
34. Curcuma flaviflora S.Q.Tong
35. Curcuma glans K.Larsen & Mood
36. Curcuma gracillima Gagnep.
37. Curcuma grandiflora Wall. ex Baker
38. Curcuma haritha Mangaly & M.Sabu
39. Curcuma harmandii Gagnep.
40. Curcuma heyneana Valeton & van Zijp
41. Curcuma inodora Blatt.
42. Curcuma karnatakensis Amalraj
43. Curcuma kudagensis Velayudhan, V.S.Pillai & Amalraj
44. Curcuma kwangsiensis S.G.Lee & C.L.Liang
45. Curcuma lanceolata Ridley
46. Curcuma larsenii C.Maknoi & T.Jenjittikul
47. Curcuma latiflora Valeton
48. Curcuma latifolia Roscoe
49. Curcuma leonidii identified at Bu Gia Map National Park[2]
50. Curcuma leucorrhiza Roxb.
51. Curcuma loerzingii Valeton
52. Curcuma longa L. Zerdiceaf[3]
53. Curcuma longispica Valeton
54. Curcuma malabarica Velayudhan, Amalraj & Muralidharan
55. Curcuma meraukensis Valeton
56. Curcuma mutabilis Skornickova, M.Sabu & Prasanthkumar
57. Curcuma neilgherrensis Wight
58. Curcuma nilamburensis K.C.Velayudhan et al.
59. Curcuma oligantha Trimen
60. Curcuma ornata Wall. ex Baker
61. Curcuma parviflora Wall.
62. Curcuma parvula Gage
63. Curcuma peethapushpa Sasidh. & Sivar.
64. Curcuma petiolata Roxb.
65. Curcuma phaeocaulis Valeton
66. Curcuma pierreana Gagnep.
67. Curcuma plicata Wall. ex Baker
68. Curcuma porphyrotaenia Zipp. ex Span.
69. Curcuma prakasha S.Tripathi
70. Curcuma pseudomontana J.Graham
71. Curcuma purpurascens Blume
72. Curcuma purpurea Blatt.
73. Curcuma raktakanta Mangaly & M.Sabu
74. Curcuma reclinata Roxb.
75. Curcuma rhabdota Sirirugsa & M.F.Newman
76. Curcuma rhomba Mood & K.Larsen
77. Curcuma roscoeana Wall.
78. Curcuma rubescens Roxb.
79. Curcuma rubrobracteata Skornickova, M.Sabu & Prasanthkumar
80. Curcuma sattayasaii A.Chaveerach & R.Sudmoon
81. Curcuma sichuanensis X.X.Chen
82. Curcuma singularis Gagnep.
83. Curcuma sparganiifolia Gagnep.
84. Curcuma stenochila Gagnep.
85. Curcuma strobilifera Wall. ex Baker
86. Curcuma sulcata Haines
87. Curcuma sumatrana Miq.
88. Curcuma sylvatica Valeton
89. Curcuma thalakaveriensis Velayudhan et al.
90. Curcuma thorelii Gagnep.
91. Curcuma trichosantha Gagnep.
92. Curcuma vamana M.Sabu & Mangaly
93. Curcuma vellanikkarensis K.C.Velayudhan et al.
94. Curcuma wenyujin Y.H.Chen & C.Ling
95. Curcuma wenchowensis Y.H.Chen & C.Ling
96. Curcuma xanthorrhiza Roxb. : temu lawak
97. Curcuma yunnanensis N.Liu & C.Senjen
98. Curcuma zedoaria (Christm.) Roscoe
99. Curcuma zedoaroides A.Chaveerach & T.Tanee

## Galerie

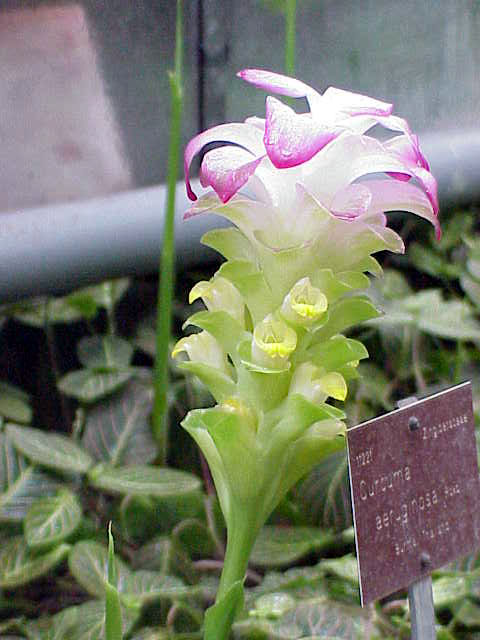
Curcuma aeruginosa
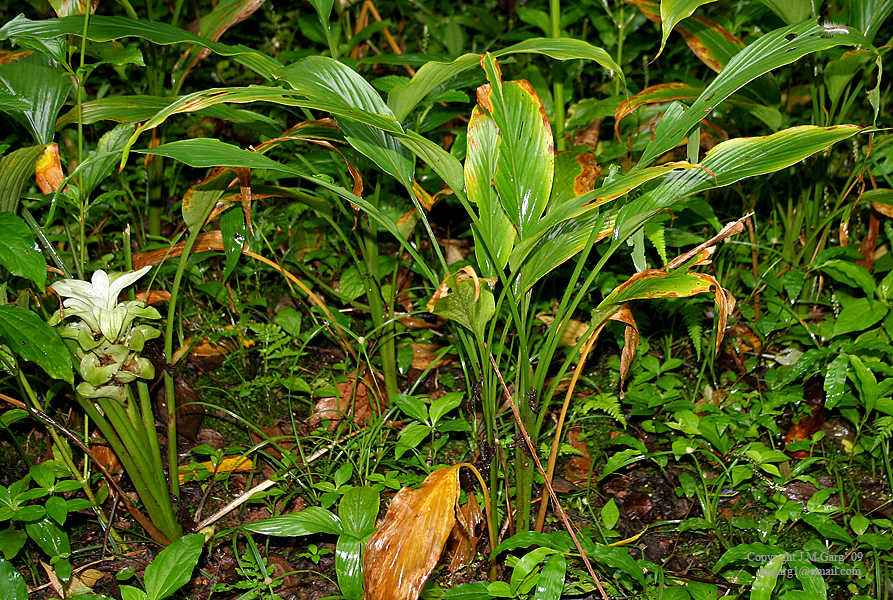
Curcuma longa
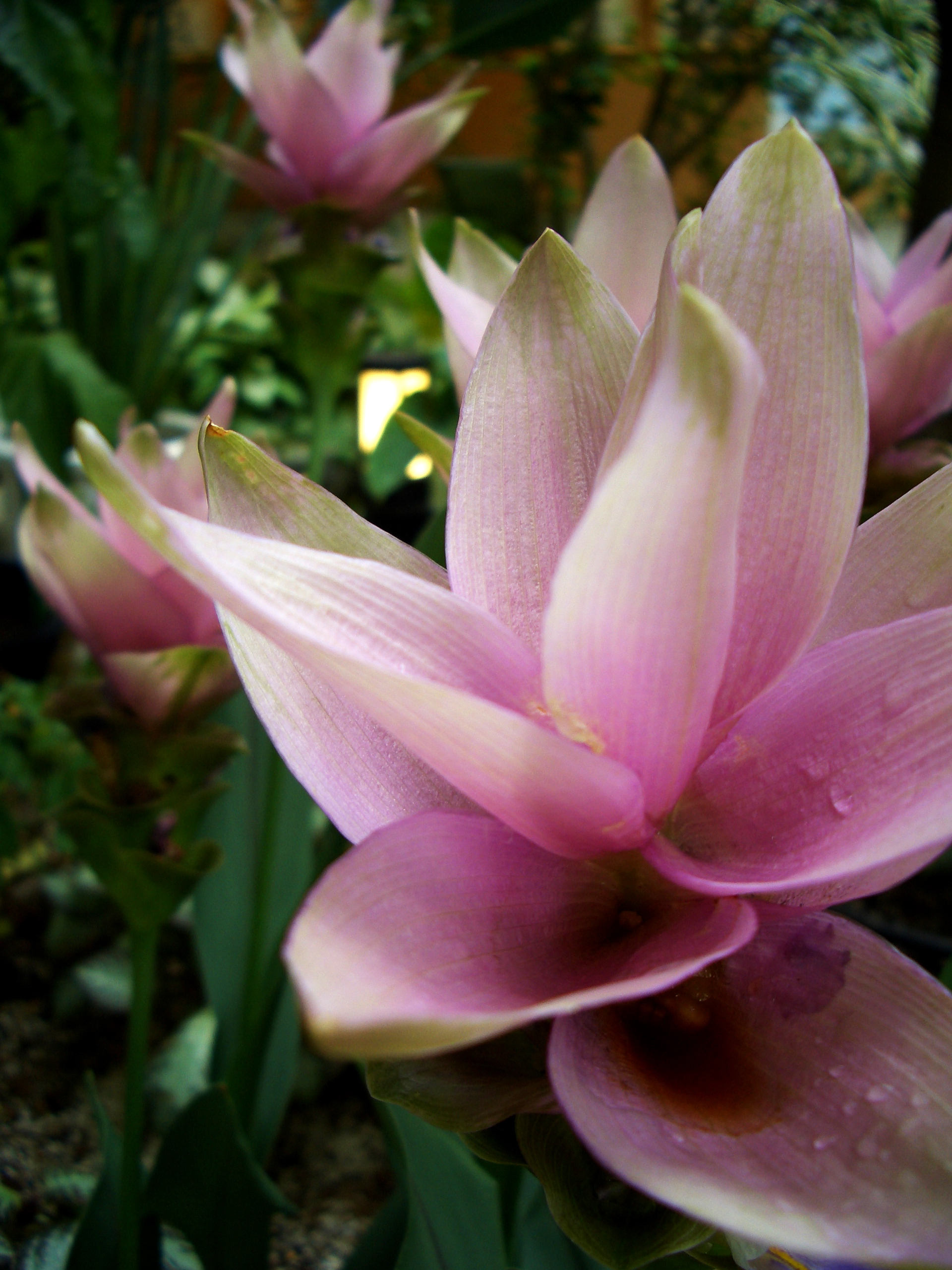
Curcuma sp.
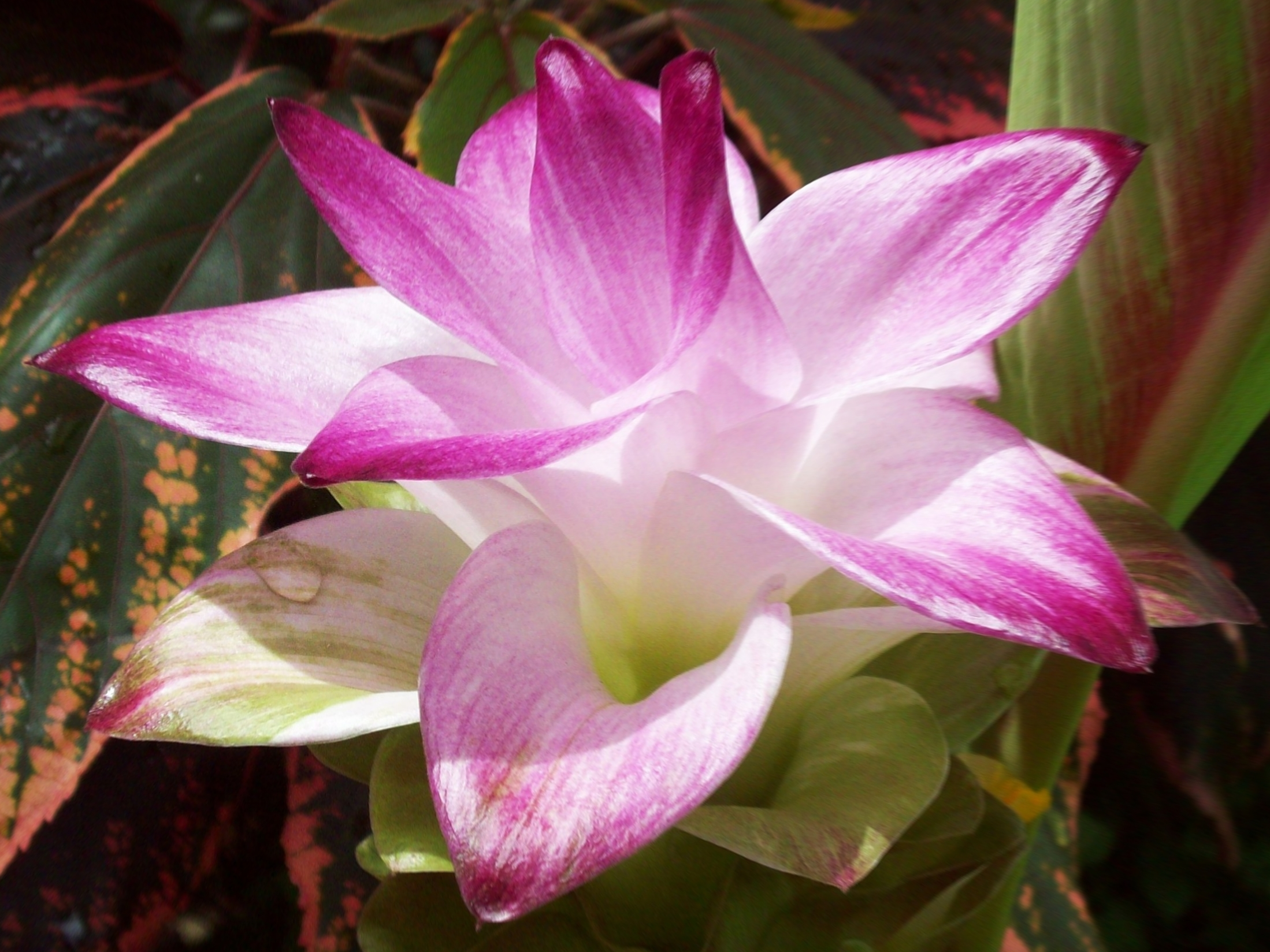
Curcuma sp.